# Châtellerault
Châtellerault is een stad in Frankrijk in het departement Vienne. De gemeente telde 31.105 inwoners op 1 januari 2022. Het is de onderprefectuur van het arrondissement Châtellerault.

## Geschiedenis
De Slag bij Poitiers (732) vond mogelijk plaats op een locatie ten zuiden van deze stad, aan de samenvloeiing van de Clain en de Vienne.
Burggraaf Ayraud liet rond 952 een kasteel bouwen aan de Vienne als versterking tegen invallen van de Vikingen. Rond deze tijd werd ook de oude stad Vieux-Poitiers, iets ten zuiden van Châtellerault gelegen aan de Clain, verlaten en de bevolking vestigde zich rond het kasteel.
Châtellerault was vroeger een belangrijke etappeplaats op de pelgrimsroute naar Santiago de Compostella. De Église St. Jacques (twaalfde en dertiende eeuw) heeft nog haar oorspronkelijke transept en koorsluiting; het schip heeft een gotisch kruisribgewelf.
De Pont Henri-IV werd gebouwd tussen 1575 en 1611.
In 1819 werd de Manufacture d’Armes geopend, een wapenfabriek die een grote werkgever was. In de jaren 1920 werkten er bijna 8.000 mensen. Châtellerault kende vanaf de negentiende eeuw een grote stadsuitbreiding, met de bouw van nieuwe woonwijken en de faubourg de Châteauneuf. De gemeente werd uitgebreid met de voormalige gemeenten Antoigné en Pouthumé in 1801 en Targé in 1972.

## Geografie
De oppervlakte van Châtellerault bedroeg op 1 januari 2022 51,93 vierkante kilometer; de bevolkingsdichtheid was toen 599 inwoners per km². De stad ligt aan weerszijden van de Vienne.
De onderstaande kaart toont de ligging van Châtellerault met de belangrijkste infrastructuur en aangrenzende gemeenten.

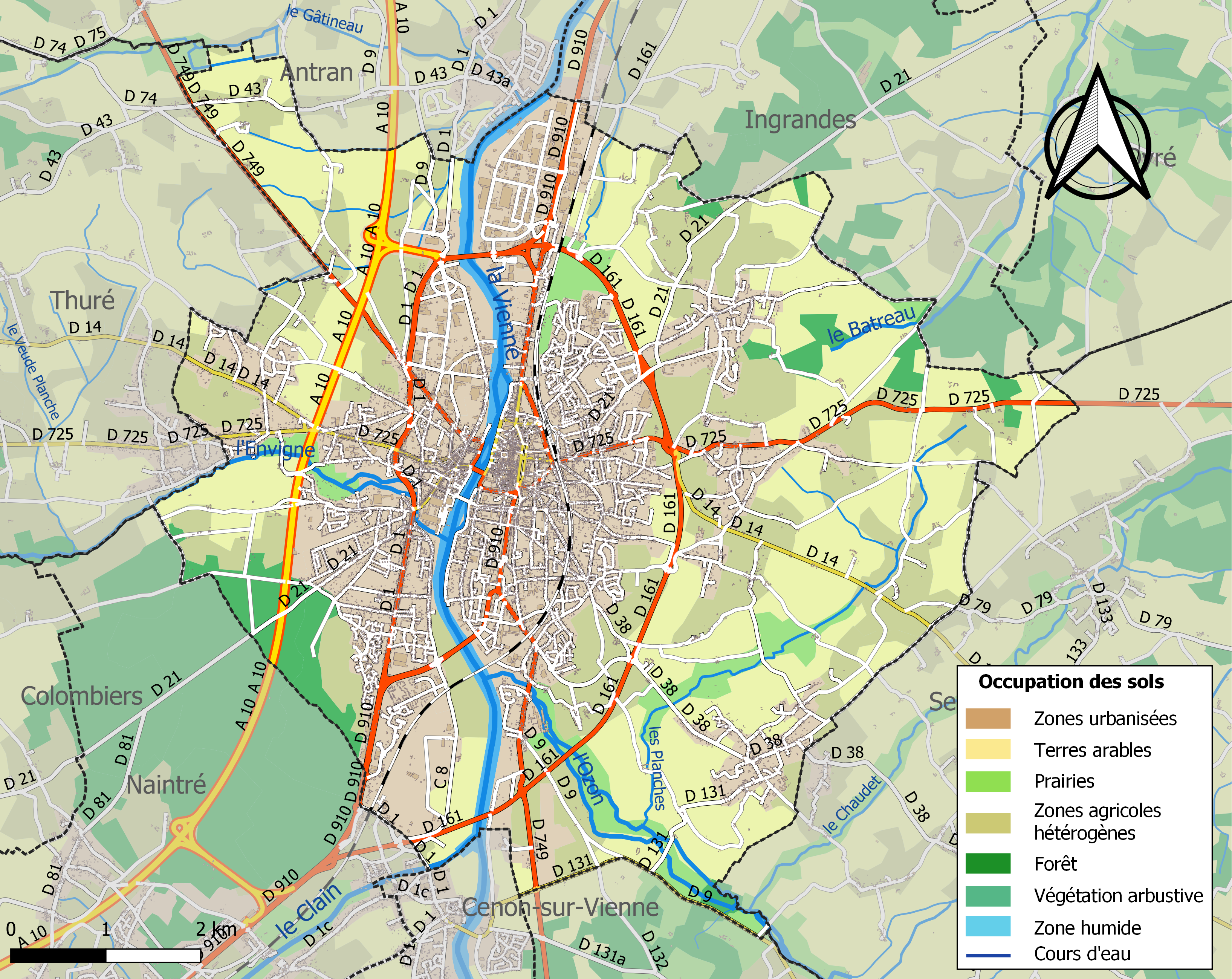

## Verkeer en vervoer
In de gemeente ligt spoorwegstation Châtellerault. De autosnelweg A10 loopt ten westen van de stad.

## Demografie
Onderstaande figuur toont het verloop van het inwonertal (bron: INSEE-tellingen).

## Geboren in Châtellerault
- Bernard Panafieu (1931-2017), geestelijke en kardinaal
- Sylvain Chavanel (1979), wielrenner
- Sébastien Chavanel (1981), wielrenner
- Thomas Bonnet (1998), wielrenner